# Joe Nickell

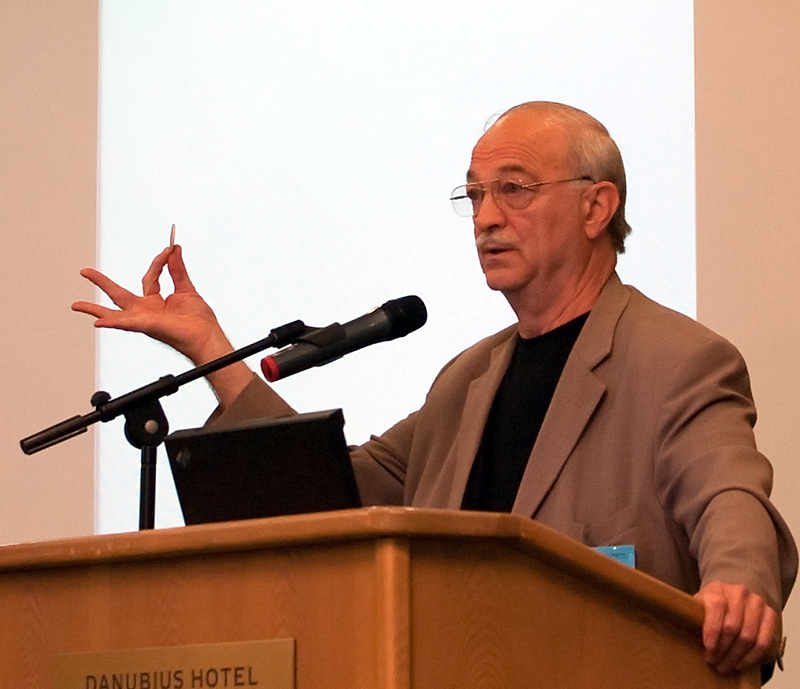
Joe Nickell

Joe Nickell (West Liberty (Kentucky), 1 december 1944 – 4 maart 2025) was een illusionist die later sceptisch onderzoeker van het paranomale werd. Hij heeft verschillende historische documenten bestudeerd, waaronder het dagboek van Jack the Ripper. Daarnaast heeft hij gewerkt als privédetective, journalist en docent aan de universiteit.
Nickell was afgestudeerd en gepromoveerd aan de University of Kentucky. Hij was werkzaam bij het Committee for the Scientific Investigation of Claims of the Paranormal, sinds 2006 Committee for Skeptical Inquiry geheten. 
Nickell overleed in maart 2025 op 80-jarige leeftijd.